# 2,4,N-三硝基苯氨基乙酸银
2,4,N-三硝基苯氨基乙酸银是一种化合物，化学式为C8H5N4O8Ag。热分解产物含单质银和碳。

## 制备
2,4,N-三硝基苯氨基乙酸银可由2,4,N-三硝基苯氨基乙酸钠和硝酸银反应得到。